# Sorcery Ridge
Die Sorcery Ridge ist ein Gebirgskamm in der kanadischen Provinz British Columbia, im Zentrum des Mount Edziza Provincial Parks.

## Geographie
Die Sorcery Ridge erstreckt sich östlich des Tencho Glacier an der Südflanke des Mount Edziza im nordwestlichen British Columbia. Sie grenzt im Norden und Süden an die Täler unbenannter Fließgewässer sowie im Osten und Südosten an das Tennaya Creek Valley. Die Sorcery Ridge ist der Namensgeber des Sorcery Creek, welcher in Nachbarschaft zum Tennaya Creek von einem anderen Kamm aus nach Süden fließt.
Der höchste Punkt der Sorcery Ridge erreicht an ihrem äußersten westlichen Ende eine Höhe von 2039 m. Die Sorcery Ridge ist einer von drei Kämmen östlich des Big Raven Plateau, die vom kanadischen Vulkanologen Jack Souther benannt wurden; die anderen beiden sind die Idiji Ridge im Norden und die Cartoona Ridge im Süden.

## Geologie
Die Sorcery Ridge besteht weitgehend aus sedimentären, vulkanischen, granitoiden und metamorphen Gesteinen aus dem Mesozoikum und dem Paläozoikum. Diese Gesteine werden von pliozänen Alkalibasalt-Strömen der Nido-Formation überlagert, über denen wiederum pleistozäne Alkalibasalt-, Hawaiit-, Tristanit-, Trachybasalt- und Mugearit-Ströme sowie pyroklastische Brekzie der Ice-Peak-Formation abgelagert sind. Die Nido- und die Ice-Peak-Formation sind zwei geologische Formationen, aus denen der Mount Edziza Volcanic Complex besteht, welcher seit dem Miozän der Fokus der vulkanischen Aktivität ist.
Die Nordseite der Sorcery Ridge enthält einen 215 m hohen Schlotpfropfen, der als The Neck bezeichnet wird. Er besteht hauptsächlich aus Trachyt der Ice-Peak-Formation und hat einen Durchmesser von etwa 300 m. The Neck repräsentiert die erodierten Überreste eines Flankenvulkans an der Südostseite des Schichtvulkans Ice Peak. Zwei eigenständige Ströme aus Edziza-Obsidian sind an der Sorcery Ridge zu finden, die gleichfalls Teil der Ice-Peak-Formation sind.